# 제현주
제현주(영어: Je Hyunjoo, 1977년 ~ )는 대한민국의 임팩트 벤처캐피털리스트이다.

## 생애
한국과학기술원에서 산업디자인을 전공하였으며 이후 매킨지, 홍콩의 크레디트스위스 투자은행, 사모펀드 칼라일에서투자 분야 전문가로 일하였다. 칼라일에서 퇴사한 뒤  나온 뒤 홍익대학교 인근에서 독서 모임을 시작했고, 2012년 6월 모임 구성원들이 주축이 되어 출판업체 롤링다이스를 설립하였다.

## 저서
- 《일하는 마음》(2018)
- 《일상기술 연구소》(2017)
- 《내리막 세상에서 일하는 노마드를 위한 안내서》(2014)